# Eliška Drahotová
Eliška Drahotová (* 22. červenec 1995 Rumburk) je česká atletka a cyklistka, jejíž specializací jsou závody na delší tratě.

## Životopis
Narodila se v Rumburku a pochází z dvojčat. Její sestra Anežka se také věnuje atletice a cyklistice. Byla členkou TJ Rumburk, v současné době závodí za USK Praha a TJ Cykloprag.

## Chodecká kariéra
Ve své krátké kariéře dosáhla již mnoha chodeckých úspěchů. Je mistryní republiky v závodě na 3000 metrů na dráze z roku 2010, dvojnásobnou vicemistryní republiky mezi žačkami na dráze na 3000 metrů z let 2008 a 2009 a žákovskou mistryní republiky na stejné vzdálenosti z let 2009 a 2010. V roce 2011 se na 3000 metrů stala dorosteneckou vicemistryní republiky a skončila mezi dorostenkami pátá na mezinárodním mítinku v Poděbradech. Ve švýcarském Luganu si v témže roce mezi dorostenkami došla pro dvě druhá místa v závodech na 5 a 10 km (oba závody vyhrála sestra Anežka). Na MS v atletice do 17 let si v závodě na 5000 metrů došla pro jedenácté místo. Těsně pod stupni vítězů, na 4. místě skončila v závodě na 10 000 m na ME juniorů 2011 v estonském Tallinnu.
V roce 2012 se stala znovu dorosteneckou vicemistryní republiky v závodě na 3000 metrů a ve švýcarském Luganu zopakovala druhé místo v závodě na 10 km (opět za svou sestrou). V rámci Mistrovství České republiky si v závodě na 10 km došla pro druhé místo a na mítinku v Poděbradech došla v závodě na 10 km na třetím místě. Při Mistrovství světa juniorů v Barceloně došla na 14. místě v OR 48:14,99 na trati 10 000 m.
V roce 2013 získala na juniorském mistrovství Evropy v italském Rieti bronzovou medaili v chůzi na 10 000 metrů. V závodě si vylepšila osobní rekord o téměř 4 minuty, když cílem prošla v čase 44:45,27.

## Běžecká kariéra
Mimo chůze se Eliška věnuje také běhu. Má několik zlatých, stříbrných a bronzových medailí z juniorských mistrovství republiky v závodech na 400, 800, 1500 a 3000 metrů.
V roce 2012 si poprvé vyzkoušela Pražský půlmaraton, který dokončila mezi ženami na 24. místě v čase 1:26:51. Vyhrála juniorské mistrovství ČR na 3000 m v čase 10:11,30.

## Cyklistická kariéra
Je členkou týmu TJ Cykloprag a úspěchy mezi juniory sbírá i na kole. V roce 2012 vyhrála se sestrou Anežkou mistrovství ČR kadetů v časovce dvojic. Titul v časovce dvojic s Anežkou obhájila i v roce 2012 v kat. juniorek. V roce 2013 získala se sestrou Anežkou opět český titul v časovce dvojic, v časovce jednotlivců dojela za Anežkou na 2. místě. Na mistrovství světa ve Florencii dojela mezi juniorkami v časovce na 32. místě.

## Osobní rekordy
- chůze 5000 metrů – 22:58,10
- chůze 10 000 metrů – 44:45,27
- chůze 10 kilometrů – 47:28,00
- běh Půlmaraton – 1:26:51